# 金完燮
金 完燮（きん かんしょう、キム・ワンソプ、김완섭、1963年 - ）は、韓国人評論家・作家・教育家・言論人。
光州広域市生まれ。サレジオ高校－ソウル大学中退。光州事件の市民軍に参加した。

## 来歴
- 1980年 - 光州民主化運動（→光州事件）に市民軍として参加し、全羅道庁に篭城。のちに、国家偉功者として顕彰される。
- 1982年 - ソウル大学物理学部に入学。
- 1989年 - 雑誌編集記者になる。
- 1995年 - 「娼婦論」出版、韓国でベストセラーとなる。
- 1996年 - オーストラリアに移住して、以後対日観が変わる[4]。
- 1998年 - 韓国に帰国。『コスタク新聞』を創刊、編集主幹になる。
- 1999年 - 親日関連著作で名誉毀損罪で有罪となる。
- 2002年 - 日本で『親日派のための弁明』が出版される。
- 2003年2月14日 - 「日帝の韓国支配と明成皇后暗殺を美化する本を書き、インターネットに関連の文章を掲載した」容疑でソウル高等裁判所から700万ウォンの罰金刑を命じられる。
- 2003年11月 - 過去史真相究明のための国会公聴会に参加するが傍聴人から暴行される。
- 2004年7月27日 - 金九の名誉を毀損したとしてソウル高等検察庁に起訴される[5]。
- 2004年10月 - 親日著作をめぐる裁判の出廷時に殺人犯朴琦緖から暴行を受け負傷。朴は金九を暗殺したという理由で元軍人の安斗煕を撲殺し、安斗熙処断者と呼ばれ韓国においては英雄扱いを受けていた。朴は「議員」「先生」「義士」などの敬称で呼ばれ、度々、メディアにも登場する。朴に暴行を受けて被害者になった金完燮は、次は「金完燮処断者」として歴史に名を残そうとしているようだと皮肉を述べた。
- 2005年2月22日 - 2月15日に金完燮がインターネット上に載せた文章を読んだ女優のキム・ウルドン（「青山里戦闘」の金佐鎮の孫）に、名誉毀損罪で告訴された[6]。
- 2005年9月2日 - 慰安婦や歴史上の人物を評論したことにより子孫の名誉を毀損したなどとして9600万ウォンの賠償をソウル中央地裁から命じられる[7]。
- 2006年5月31日 - 金完燮への誹謗中傷は「独島は日本に返してやれ」などと自ら誘発させたものであるから不起訴処分とする、とソウル中央地方検察庁が発表[8]。

## 主張と論争

### 慰安婦
日本は海外遠征のときに慰安婦を送ることによって軍人と現地住民に配慮しており、侵略軍ではなく解放軍により近い証拠であり、日本軍のヒューマニズムを象徴する証拠として再評価されなければならないと述べている。これに対し、ソウル中央地裁から日本軍慰安婦被害者6人にそれぞれ600万ウォン払うよう命じられる。

### 閔妃（明成皇后）
明成皇后は朝鮮を滅ぼした亡国の元凶であり、西太后と肩を並べる人物と述べている。これに対し、ソウル中央地裁から明成皇后遺族らにそれぞれ1000万ウォン払うよう命じられる。

### 安重根・金九
安重根は守旧反動派の凶悪犯であり、日本人が伊藤博文を日本の国父と考えず、安重根を仇とすら考えていないことが理解できないと述べ、金九については生まれつきの殺人鬼だと思わずにはいられないと述べている。安重根と金九について、韓国の異常な反日教育が作りだした偽の偉人に思えてならないと述べている。これに対し、ソウル高等検察庁は、虚偽の事実を流布し金九の名誉を毀損したとして起訴した。

### 竹島問題
「良心のない大韓民国！ 独島（竹島）は日本に返してやれ」というコラムをインターネット上に掲載した。また、コラムに対して脅迫するコメントなどを書き込んだ1000人以上を訴えるが、ソウル中央地方検察庁は、金完燮が社会通念を逸脱する内容の文章を掲載し、自ら中傷や非難を誘発した面があり、それに対する書き込みは脅迫でなく叱責と解釈されるとし、不起訴処分とした。

### 安全保障
日本は再武装して、日韓台・ASEANによる東アジア安保同盟の創設をするべきだと提言している。

## 『親日派のための弁明』について
『親日派のための弁明』は、戦前の日本による朝鮮統治について評価、肯定的な見解を述べた評論で、当初は韓国で販売されたが、本の内容が問題視され、青少年有害図書に指定され、金完燮は逮捕された。
日本では、草思社から日本語訳が販売された。販売されると直後に反響を呼び、歴史書としては異例の40万部のベストセラーとなった。2004年11月に扶桑社から文庫本も販売。同時期に『親日派のための弁明2』の日本語訳も販売された。
また、本人は日本での出版を機に来日することを考えていたが、本人の著書によると、『パスポートの更新に応じてくれない』という事から実現しなかった。

## 作品（出版物）

### 評論
- 『親日派のための弁明』荒木和博・荒木信子、草思社、2002年。ISBN 4-7942-1152-X。
- 『娼婦論』李幸子、日本文芸社、2002年。ISBN 4-537-25127-1。
- 『日韓大討論』西尾幹二、扶桑社、2003年。ISBN 4-594-03994-4。
- 『日韓「禁断の歴史」』小学館、2003年。ISBN 4-09-389651-8。
- 『親日派のための弁明2 英雄の虚像、日帝の実像』星野知美、扶桑社、2004年11月27日。ISBN 4-594-04845-5。
- 『親日派のための弁明』荒木和博・荒木信子・星野知美、扶桑社〈扶桑社文庫〉、2004年。ISBN 4-594-04833-1。
- 『親日派のための弁明2 英雄の虚像、日帝の実像』星野知美、扶桑社〈扶桑社文庫〉、2006年。ISBN 4-594-05225-8。

### 訳書
- 『物理学の進歩』（著者・アルベルト・アインシュタイン）

### 新聞
- 『コスタク新聞』